# Saint-Pastour
Saint-Pastour is een gemeente in het Franse departement Lot-et-Garonne (regio Nouvelle-Aquitaine) en telt 361 inwoners (1999). De plaats maakt deel uit van het arrondissement Villeneuve-sur-Lot.

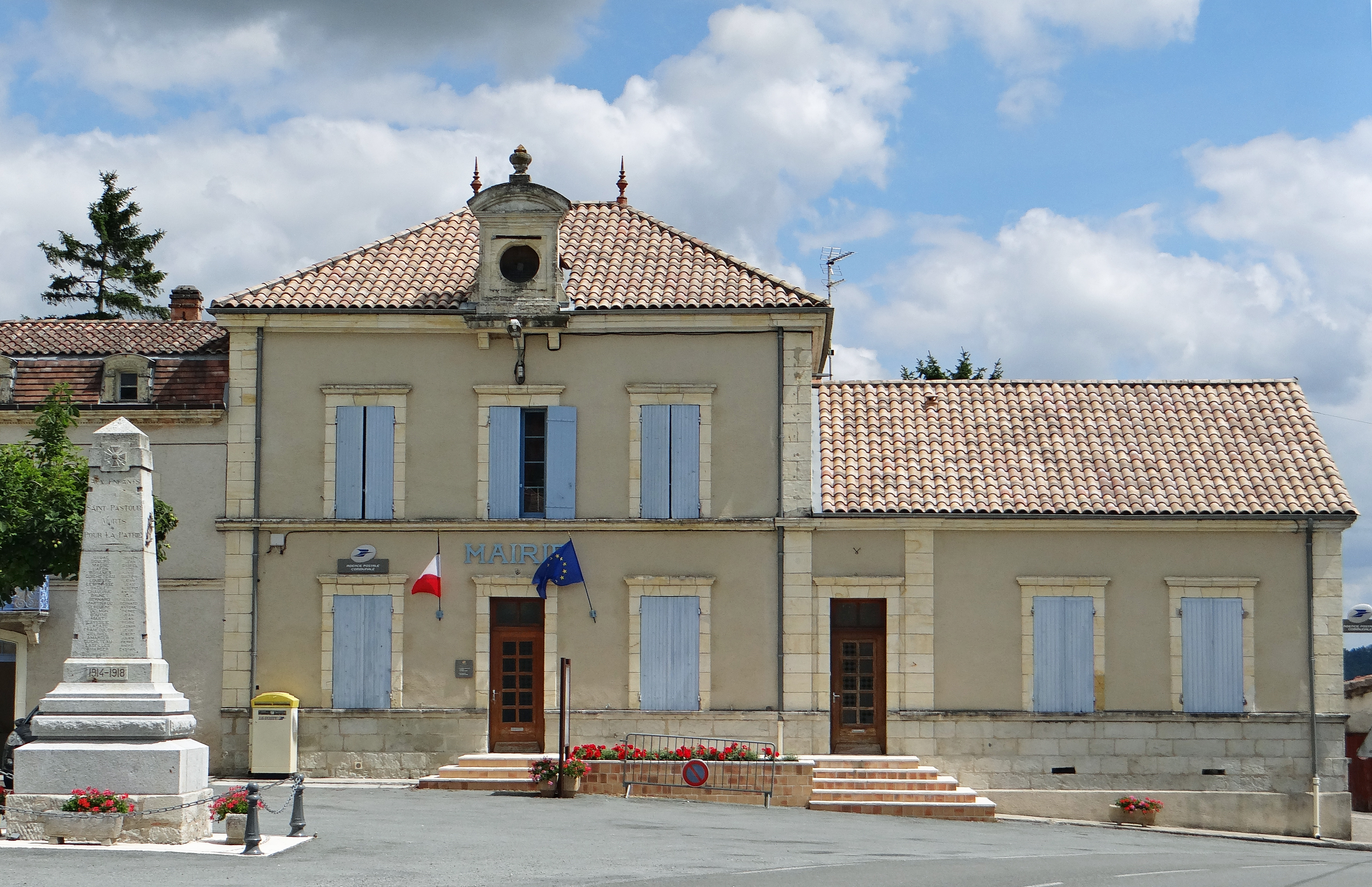
Gemeentehuis
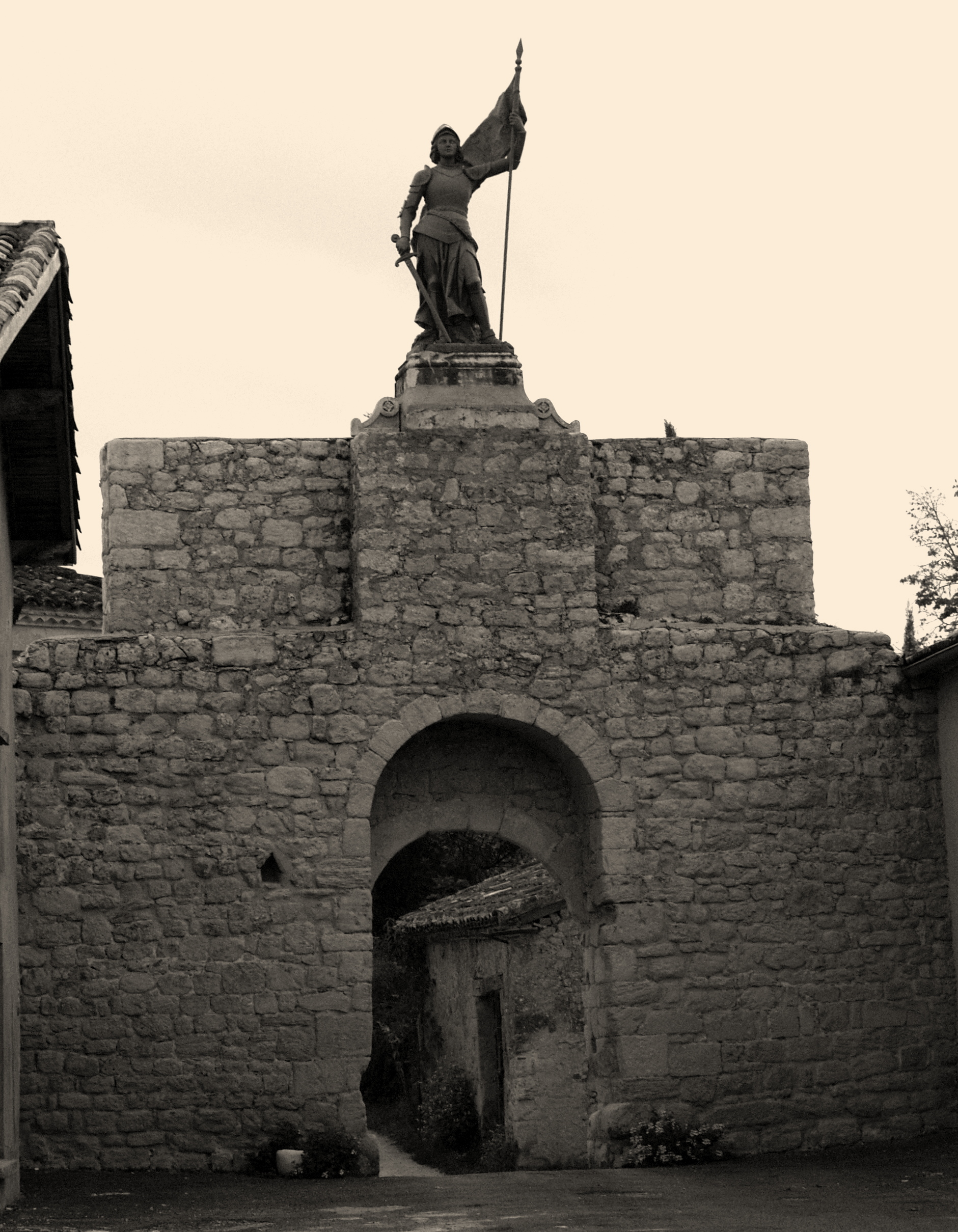
Muur van Saint-Pardoux

## Geografie
De oppervlakte van Saint-Pastour bedraagt 14,5 km², de bevolkingsdichtheid is 24,9 inwoners per km².

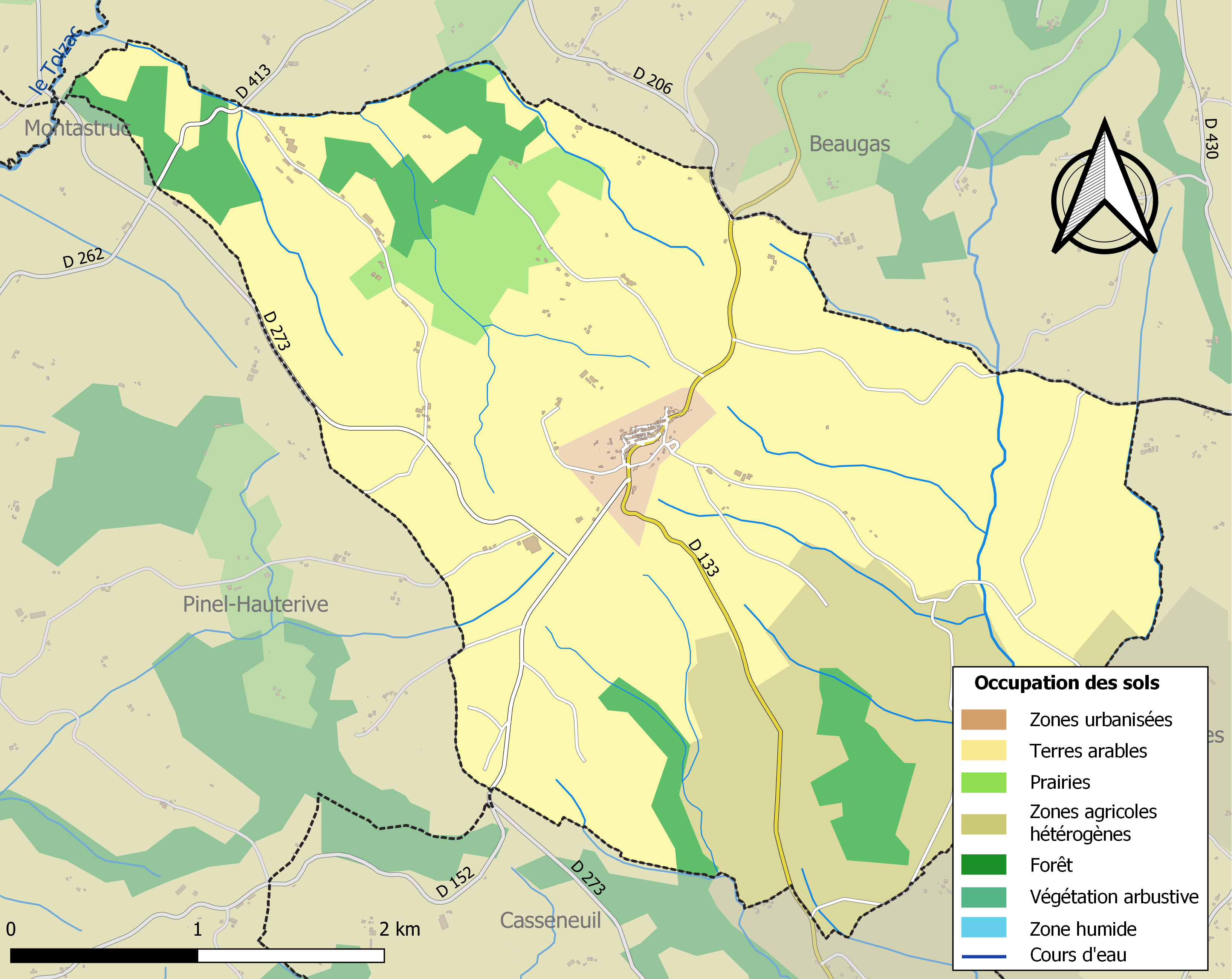
Kaart van de gemeente met de belangrijkste infrastructuur, bodemgebruik en omliggende gemeenten

## Demografie
Onderstaande figuur toont het verloop van het inwonertal (bron: INSEE-tellingen).